# Schoenus carsei
Schoenus carsei là loài thực vật có hoa trong họ Cói. Loài này được Cheeseman miêu tả khoa học đầu tiên năm 1906.